# Кароліна Луїза Саксен-Веймар-Айзенаська
Кароліна Луїза Саксен-Веймар-Айзенаська (нім. Karoline Luise von Sachsen-Weimar-Eisenach, 18 липня 1786 — 20 січня 1816) — принцеса та герцогиня Саксен-Веймар-Айзенаська, донька великого герцога Саксен-Веймар-Айзенаського Карла Августа та принцеси Гессен-Дармштадтської Луїзи Августи, дружина спадкоємного принца Мекленбург-Шверіна Фрідріха Людвіга.

## Біографія
Кароліна Луїза народилась 18 липня 1786 року у Веймарі. Вона була третьою з виживших дітей герцога Саксен-Веймарського й Саксен-Ейзенахського Карла Августа та його дружини Луїзи Августи Гессен-Дармштадтської. Мала старшого брата Карла Фрідріха, сестра Луїза Августа померла до її народження. За шість років у неї з'явився молодший брат Карл Бернхард.

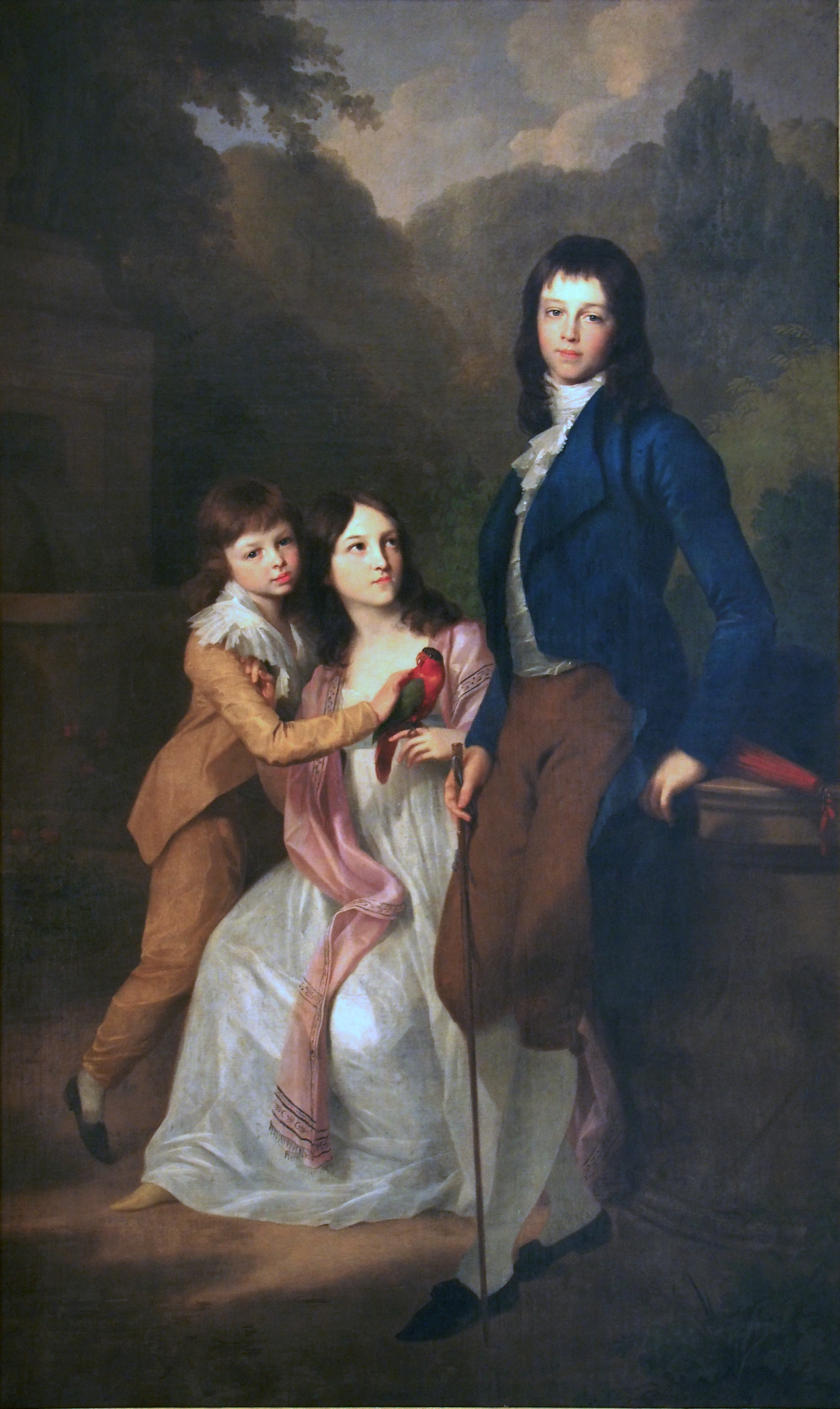
Портрет Кароліни з братами, 1798, Веймарський замок

Матір ставилася до дітей прохолодно, втім, всі вони отримали бездоганну освіту. Гувернанткою принцеси була Генрієтта фон Кнебель, релігійним вихованням займався філософ Йоганн-Готфрід Гердер. У 1807 році Йоганн Вольфганг фон Гете, який працював при дворі її батька, присвятив Кароліні Луїзі «Путівник, розважальний і втішний буклет» з 88 пейзажами, написаними ним власноруч.
У 23 роки Кароліна Луїза одружилася із 32-річним спадкоємним принцом Мекленбург-Шверіна Фрідріхом Людвігом. Наречений був удівцем і мав двох малолітніх дітей. Граф Ростопчин змальовував його словами: «Принц —пан манірний, по суті простакуватий і неосвічений, але добрий малий». Весілля відбулося 1 липня 1810 у Веймарі. У пари склалися прекрасні відносини. Аби зробити приємне новій дружині, Фрідріх Людвіг перейменував гостьовий будинок палацу Людвігслюст на готель де Веймар.
До Мекленбург-Шверіна Кароліна Луїза привнесла дух Веймару. У шлюбі вона продовжила листуватися із відомими веймарцями, у тому числі, Шарлоттою фон Ленгефельд, приймала численних гостей з батьківщини.
У пари народилося троє спільних дітей. Після народження молодшого сина Кароліна Луїза так і не видужала. Вона померла від анорексії після тривалої хвороби у січні 1816 року, запропонувавши перед смертю чоловікові одружитися з її старшою кузиною Августою Гессен-Гомбурзькою. Гете написав з приводу її кончини «An dem öden Strand des Lebens». Похована у мавзолеї Олени Павлівни в Людвігслюсті.

## Нагороди
Орден Святої Катерини 1 ступеня (Російська імперія), (6 травня 1806).

## Титули
- 18 липня 1786—1 липня 1810 — Її Світлість Принцеса Кароліна Саксен-Веймар-Ейзенахська;
- 1 липня 1810—20 січня 1816 — Її Високість Спадкоємна Велика Герцогиня Мекленбург-Шверіна.

## Родина
Чоловік — Фрідріх Людвіг Мекленбург-Шверінський
Діти:
- Альберт (1812—1834) — помер у 22 роки бездітним та неодруженим;
- Олена Луїза (1814—1858) — дружина герцога Орлеанського Фердинанда Філіпа, мала двох синів;
- Магнус (1815—1816) — прожив 1 рік.